# Prasinocyma pallidulata
Prasinocyma pallidulata är en fjärilsart som beskrevs av Paul Mabille 1880. Prasinocyma pallidulata ingår i släktet Prasinocyma och familjen mätare. Inga underarter finns listade i Catalogue of Life.